# 北京市通州区投资促进服务中心
39°54′25″N 116°39′24″E / 39.90683°N 116.65672°E
北京市通州区投资促进服务中心是北京市通州区人民政府的一个部门。

## 领导
2021年2月，本机构的领导为：
- 杨东风：通州区投资促进服务中心党组书记。工作分工：主持党组全面工作。研究决定投促中心重大事项；负责干部队伍建设、纪检、全面从严治党工作；抓党建第一责任人。负责召集和主持党组会议，组织党组活动，签发党组文件
- 吴涛：通州区投资促进服务中心主任。工作分工：主持并负责中心行政全面工作。分管产业发展促进委员会办公室
- 陈勇：通州区投资促进服务中心党组成员、副主任。工作分工：负责党团建设、人事管理、财务管理、行政管理、宣传教育、社会事务、精神文明建设、工会、帮扶、指导培训与企业服务、对外宣传、政务信息化等方面工作。分管办公室、指导培训科、宣传推广科。工作分工：协助主任负责招商引资、投资促进研究等方面工作。分管招商一科、招商二科、研究室

## 机构设置
2021年2月，本机构下设：
- 办公室
- 研究室
- 宣传推广科
- 指导培训科
- 招商一科
- 招商二科